# Universität Kyūshū

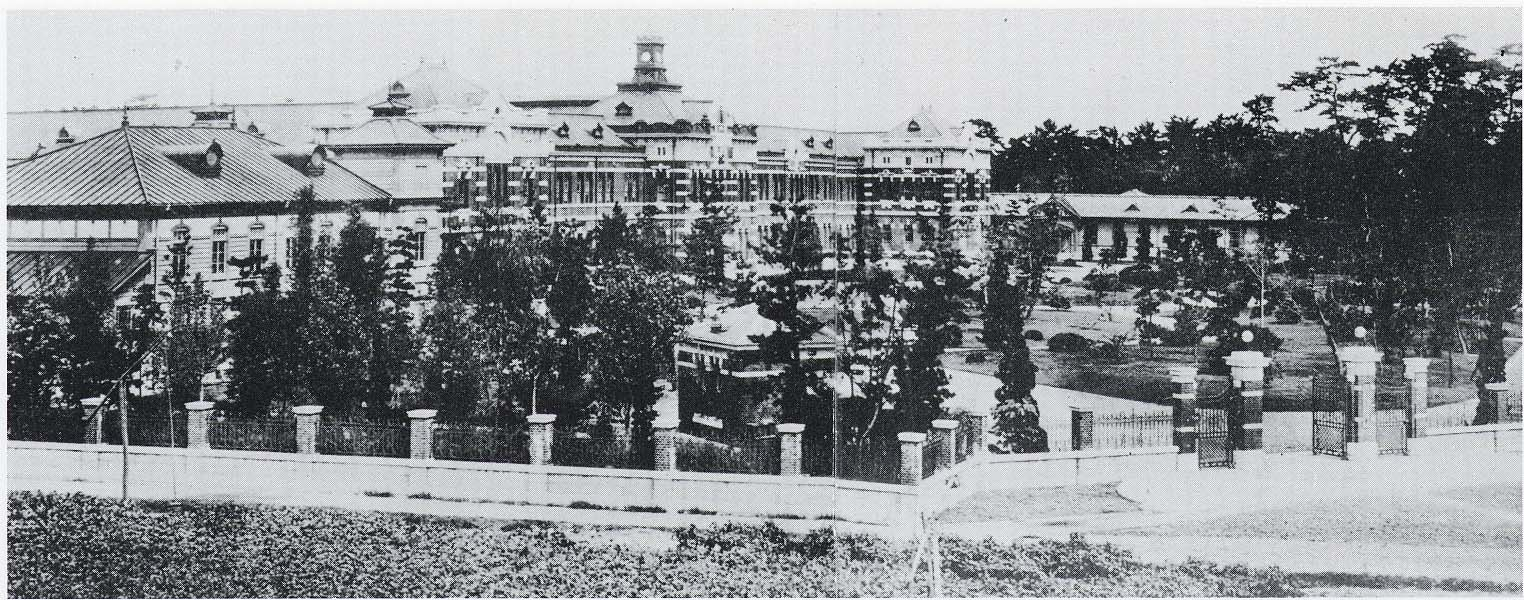
Hakozaki Campus in der Vorkriegszeit

Ito-Campus, Panorama der West-Zone

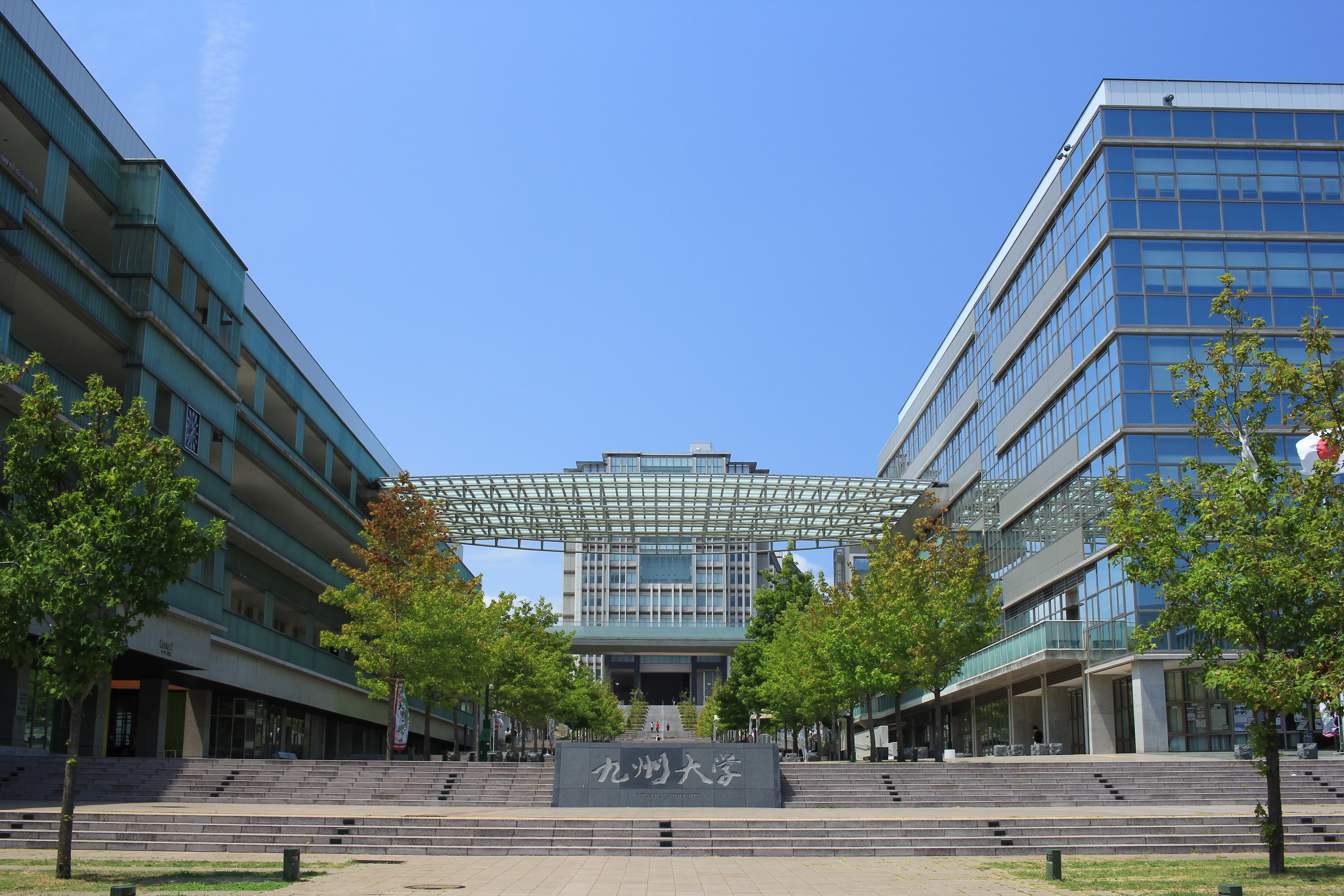
Ito-Campus, Center-Zone

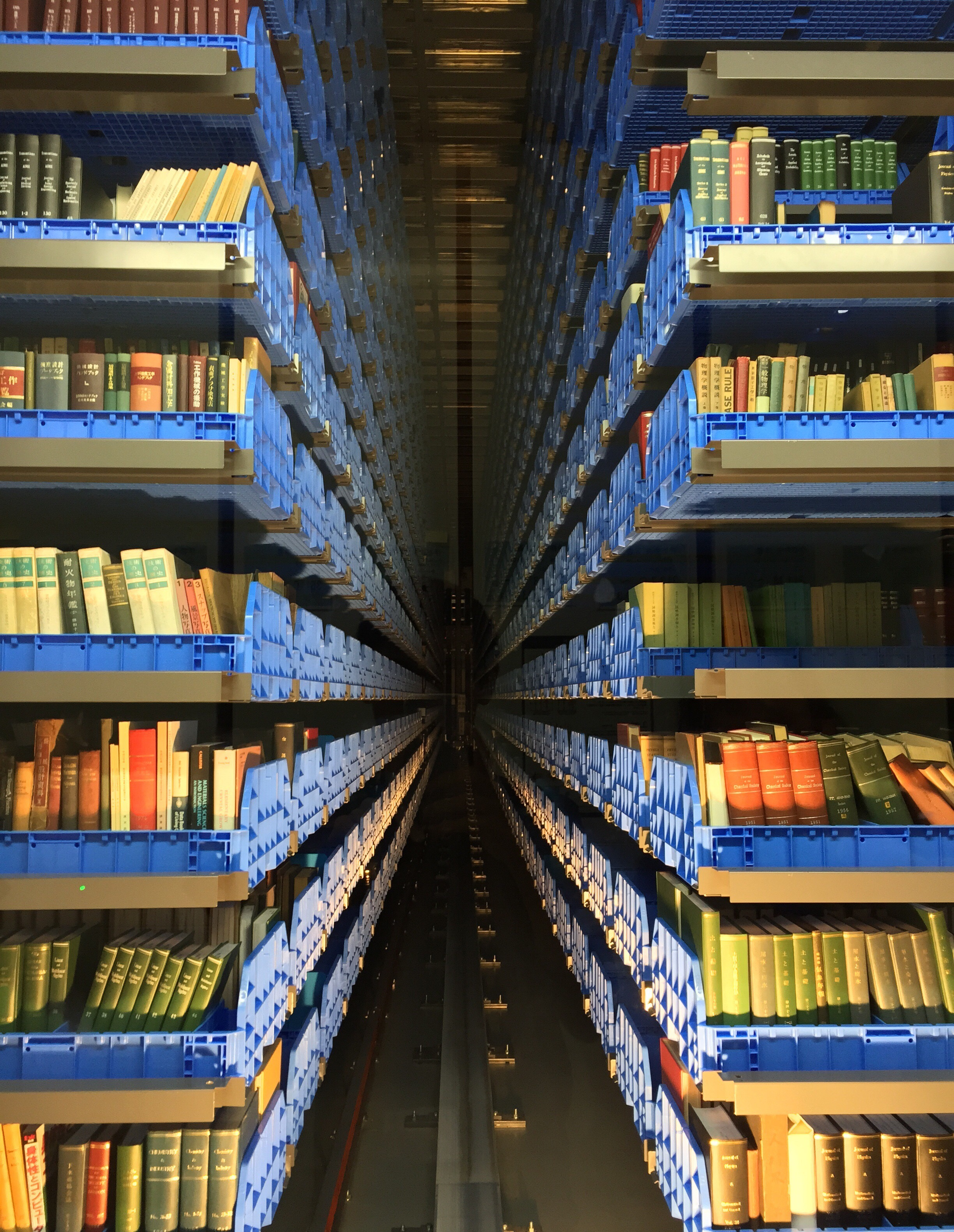
Ito-Campus, Regalbediengerät der Zentralbibliothek (Automated storage and retrieval system)

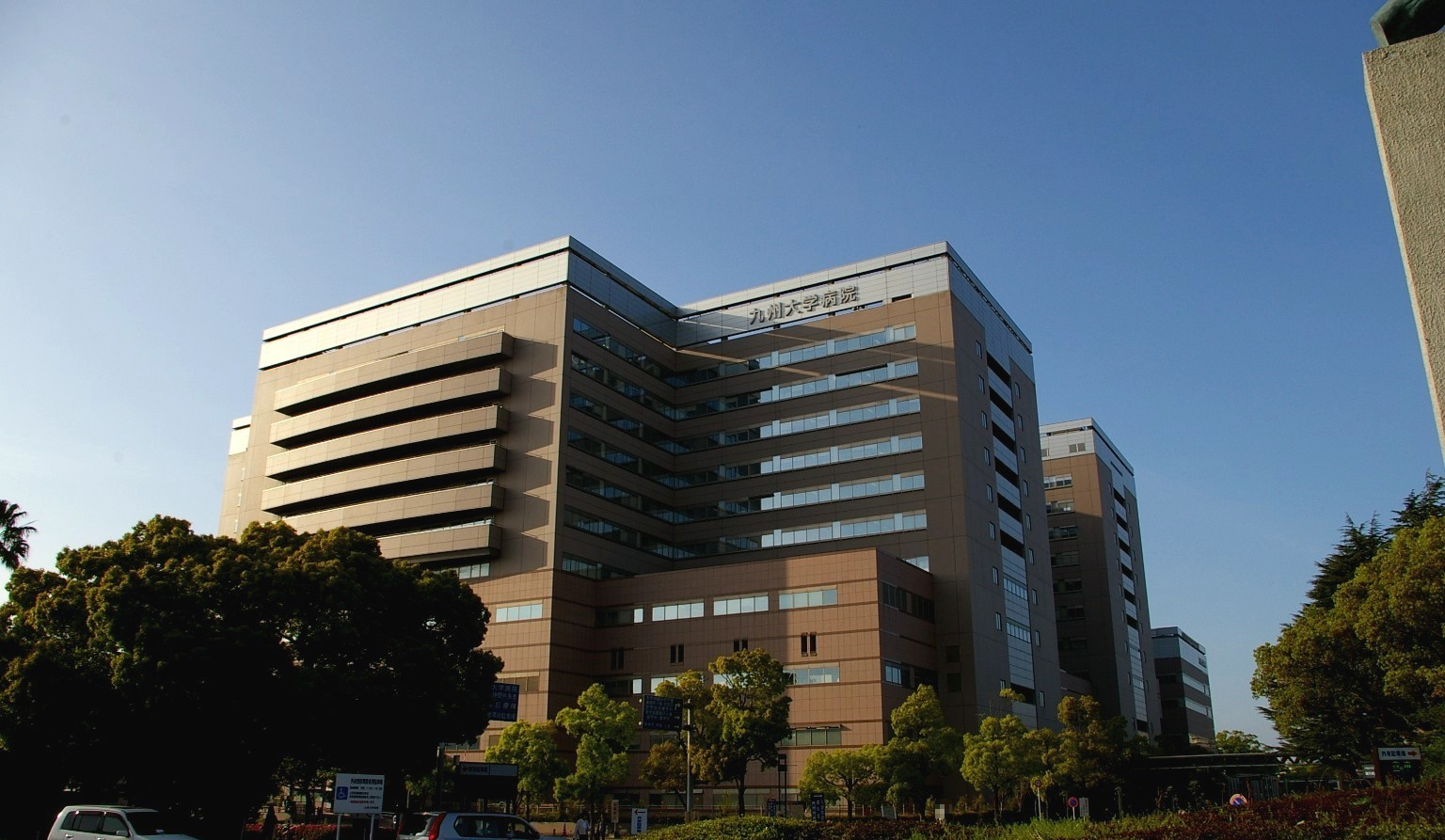
Universitätsklinikum im Maidashi-Campus

Die Universität Kyūshū (japanisch 九州大学, Kyūshū daigaku, kurz Kyūdai 九大) ist eine der angesehensten staatlichen Universitäten in Japan. Der Hauptcampus liegt in Motooka, am Rand des westlichen Außenbezirks Nishi-ku der Stadt Fukuoka in der gleichnamigen Präfektur auf der Insel Kyūshū.

## Geschichte
Die Geschichte der Universität Kyūshū (auch Kyūshū-Universität) geht zurück auf eine Sanseikan (賛生館, d. h. „Haus der Lebenspreisung“) genannte Medizinschule zurück, die das Fürstenhaus Fukuoka (Kuroda-han) 1867 im Zuge des landesweiten Aufschwungs der westlichen Medizin gegründet hatte. Wenige Jahre später, inzwischen war die Herrschaft der Tokugawa zusammengebrochen und durch die neue Meiji-Regierung die Übernahme der deutschen Medizin-Ausbildung beschlossen worden, eröffnete diese Schule 1874 ein Krankenhaus, das 1877 in Krankenhaus Fukuoka umbenannt wurde.
1903 richtete man auf Regierungsbeschluss die Medizinische Schule Fukuoka als Zweigschule der Kaiserlichen Universität Kyōto (京都帝国大学福岡医科大学, Kyōto teikoku daigaku Fukuoka ika daigaku) ein und schloss dieser das Krankenhaus Fukuoka als Klinikum an. 1911 gingen diese Institutionen in der Kaiserlichen Universität Kyūshū (九州帝国大学, Kyūshū teikoku daigaku) auf. Die junge Universität hatte bis 1919 nur zwei Fakultäten (Ingenieurwissenschaften und Medizin). Es folgten die Fakultät für Agrarwissenschaft (1919), für Rechts- und Geisteswissenschaften (1924) und für Naturwissenschaften (1939). Als eine von insgesamt sieben kaiserlichen Universitäten genoss die Universität eine starke finanzielle und politische Unterstützung durch den Staat.
Im Mai und Juni 1945 während des Pazifikkrieges kam es in der Medizinischen Fakultät zu anatomischen Experimenten (Vivisektionen) an acht amerikanischen Kriegsgefangenen. Diese Ereignisse wurden später von Endō Shūsaku im  Roman Meer und Gift (Umi to dokuyaku, 1958) verarbeitet.
1947 wurde die Universität in Staatliche Universität Kyūshū umbenannt, zwei Jahre darauf wurden ihr die ehemalige Oberschule Fukuoka (福岡高等学校, Fukuoka kōtō gakkō) als College of General Education einverleibt, im selben Jahr folgte das Technikum Kurume (久留米工業専門学校, Kurume kōgyō semmon gakkō). 2003 wurde die Hochschule für Kunst und Technik Kyūshū (九州芸術工科大学, Kyūshū geijutsu kōka daigaku, engl. Kyushu Institute of Design) als Fakultät für Design angeschlossen. Im Zuge der Hochschulreformen wurde die Universität wie alle staatlichen Universitäten in eine Körperschaft öffentlichen Rechts (University Corporation) überführt. Seit den 90er Jahren fand eine schrittweise Verlegung der Fakultäten und Institute in einen neuen Campus im Westen der Stadt Fukuoka statt, der im September 2018 abgeschlossen wurde. Der Campus der Fakultäten für Medizin, Zahnmedizin und Pharmazie ist wegen der Rolle der Kliniken in der Gesundversorgung der Bevölkerung im Stadtkern (Maidashi) verblieben.
Die Universität verfolgte schon früh eine Öffnung und Internationalisierung ihrer Studentenschaft und des Lehrkörpers. Hier kam es 1984 zur ersten unbefristeten Berufung (tenure) eines ausländischen Professors an eine staatliche Universität. Inzwischen liegt der Anteil ausländischer Lehrkräfte bei rund 5 %. Neben mehreren zehn- bis zwölfmonatigen Programmen gibt es auch Undergraduate- und Graduierten-Programme auf Englisch für eine internationale Studentenschaft.

## Fakultäten
- Ito-Campus (in Motooka, Nishi-ku, Fukuoka, 33° 35′ 46,6″ N, 130° 13′ 8,3″ O):
  - Fakultät für Geisteswissenschaften
  - Fakultät für Pädagogik
  - Fakultät für Rechtswissenschaft
  - Fakultät für Wirtschaftswissenschaften
  - Fakultät für Agrarwissenschaft
  - Fakultät für Ingenieurwissenschaften
  - Fakultät für Naturwissenschaften
  - Fakultät für Vergleichende Sozial- und Kulturwissenschaften
  - Fakultät für Sprachen und Kulturen
- Maidashi-Campus (in Maidashi, Higashi-ku, Fukuoka, 33° 36′ 37,7″ N, 130° 25′ 1″ O):
  - Fakultät für Medizin
  - Fakultät für Zahnmedizin
  - Fakultät für Pharmazie
    - Medizinhistorisches Museum
- Ōhashi-Campus (in Shiobaru, Minami-ku, Fukuoka, 33° 33′ 39,9″ N, 130° 25′ 48,5″ O):
  - Fakultät für Design

## Bekannte Absolventen
- Hashimoto Hakaru (1881–1934), Mediziner

- Robert T. Huang (* 1945), Gründer und erster Präsident der SYNNEX Corporation

- Masashi Kishimoto (* 1974), Comiczeichner

- Tetsu Nakamura (1946–2019), Arzt, Entwicklungshelfer in Afghanistan
- Junko Tabei (1939–2016), Bergsteigerin

- Kōichi Wakata (* 1963), Astronaut
- Hirofumi Yoshimura (* 1975), Politiker

## Bekannte Lehrkräfte
- Inada Ryūkichi (1874–1950), Mediziner, Pionier der japanischen Kardiologie und Onkologie
- Katsurada Fujirō, Parasitologe, Entdecker des Schistosoma japonicum
- Kubo Inokichi (1874–1939), Pionier der Hals-Nasen-Ohren-Heilkunde
- Kuwaki Ayao (1878–1945), Physiker, erster japanische Proponent von Einsteins Relativitätstheorie
- Ōmori Harutoyo (1852–1912), Mediziner, erster Präsident
- Shinkai Seiji (* 1944), Chemiker
- Tawara Sunao (1873–1952), Pathologe, Entdecker des Atrioventrikular Knotens
- Takeuchi Rizō (1907–1997), Historiker (Kyūshū-Universität von 1948 bis 1959)